# Bartolomeo Ferrari
Bartolomeo Ferrari, conosciuto anche come don Berto (Genova Sestri, 15 agosto 1911 – Genova, 21 aprile 2007), è stato un presbitero italiano dell'arcidiocesi di Genova e un'importante figura di partigiano durante la seconda guerra mondiale.

## Biografia
Entrato al Seminario di Genova, fu ordinato presbitero il 15 giugno 1935.
Svolse buona parte del suo servizio sacerdotale, dal 1957 al 1991, come parroco della parrocchia di Santa Maria della Cella a Sampierdarena.
Nel 1991 lasciò la parrocchia per sopraggiunti limiti di età ma continuò per il resto della sua vita ad esercitare il servizio sacerdotale come aiuto pastorale presso la stessa chiesa, rimanendone arciprete emerito.
È stato anche canonico onorario del capitolo della cattedrale di San Lorenzo.

### Le vicende partigiane
(Don Berto)

don Berto con un gruppo di partigiani (don Berto è al centro fra quelli in piedi)

Figura importante nel panorama dei partigiani di Genova, indipendentemente da prese di posizione discusse e/o discutibili legate al suo ruolo ecclesiastico nell'ambito delle varie ali politiche che formavano il Corpo Volontari della Libertà nel Genovesato, è rimasto il suo ricordo nei Genovesi, soprattutto nei Sampedenin (abitanti di Sampierdarena).
Fu cappellano della Divisione Mingo, una delle più conosciute brigate partigiane garibaldine, formata in gran parte da aderenti o vicini all'ideale comunista.
Il 16 aprile 1975 la Città di Ovada gli conferisce la cittadinanza onoraria.
È stato autore di tre libri che coltivano ricordi e tradizioni della Resistenza:
- Sulla montagna con i partigiani, Le Mani-Microart'S, 2002 (prima edizione: 1946), ISBN 978-88-8012-196-1.
- Prete e partigiano, Sagep, 1982.
- Il ribelle, edizione originale e trascritta edita nel 50º anniversario della liberazione, Genova, Fondazione Cassa di Risparmio di Genova e Imperia – Banca CARIGE, Sagep, Genova, 1995.

In particolare, nella ristampa de Sulla montagna con i partigiani viene meglio messa a fuoco la sua esperienza di cappellano partigiano, con importanti riflessioni sulle ragioni delle difficili scelte compiute dai partigiani e sulle radici della loro ideologia.
Il foglio clandestino Il ribelle , "Giornale delle Brigate d'Assalto Garibaldi - Divisione Cap.no Mingo (già Ligure-Alessandrina)", uscì in quattordici numeri, dal 10 dicembre 1944 al 21 aprile 1945. A partire dal secondo numero assunse la denominazione Il Patriota (Già "Il ribelle"). La ristampa che ne fu fatta nel 1995 fu resa possibile dal fatto che Ferrari ebbe l'accortezza di salvare una copia di ogni numero: le copie venivano nascoste in una scatola di latta, sotterrata nel giardino di casa di amici fidati.